# Didáctica de la matemática
La didáctica de la matemática, o educación matemática, o enseñanza de la matemática es una disciplina científica cuyo objeto de estudio es la relación entre los saberes, la enseñanza y el aprendizaje de los contenidos propios de la matemática.

## Desarrollo
Según el pedagogo alemán Heinz Griesel, la Didáctica de la matemática es la ciencia del desarrollo de las planificaciones realizables en la enseñanza de la matemática. Una interpretación que da importancia a los programas, a las secuencias de enseñanza, a la elaboración de manuales; es decir, reducida al método.

## Nacimiento
En los años 70 surge en Francia la acepción de la "Didáctica de la Matemática" por el investigador Guy Brousseau, quien levanta bajo este nombre una nueva disciplina científica que estudia la comunicación de conocimientos y de sus transformaciones, por medio de una epistemología experimental que intenta teorizar sobre la producción y circulación de los saberes. Su campo de estudio corresponde a los fenómenos que ocurren en la enseñanza de la matemática, relacionados con los alumnos, los contenidos matemáticos y los agentes educativos. Se pueden distinguir tres etapas según diferentes acepciones de la palabra didáctica:
- Etapa antigua: bastaba que el profesor dominara muy bien su disciplina y lo didáctico se le atribuía a sus cualidades de "buen enseñante".
- Etapa clásica: se introduce la investigación de procesos de enseñanza y sobre todo de aprendizaje de las matemáticas. Los estudios realizados son liderados por la psicología educacional, con aportes de Piaget, Vigotsky, Ausubel, entre otros, a tal punto que incluso se publican libros con el nombre de Didáctica de la Matemática, que se refieren a estos estudios o bien a estrategias metodológicas.
- Etapa actual: Se concibe la Didáctica de la Matemática como ciencia, en la que no sólo se considera los aportes de la etapa clásica (desde otras disciplinas) sino que se abordan fundamentalmente y como punto de inicio, la propia matemática. Por tanto, para investigar en Didáctica de la Matemática, es necesario contar con un equipo multidisciplinar en que existan personas de sólida formación matemática. Los didactas de la matemática permiten la conexión entre los matemáticos profesionales y los educadores matemáticos. La acepción de didáctica es especifica de la disciplina y por tanto, no se sostiene en la idea de una didáctica general, sometida a la pedagogía, sino al conjunto de didácticas (de la matemática, de la física, de la biología, de la historia, etc.), que tienen su particularidad en los problemas que emergen de sus propios objetos de conocimiento, en los procesos de enseñanza y aprendizaje de éstos. Hay que notar que el campo metodológico acá resulta ser parte de la Didáctica de la Matemática, pues el término "Didáctica" aparece como sustantivo.

## Evolución
La Didáctica de la Matemática ha ido evolucionando de arte a ciencia. Considerarla como arte supone que sus efectos dependen de la habilidad y destreza del artista, en este caso, el docente. La didáctica es un arte y aprender es reproducir. 
El interés en la investigación lleva a un proceso de conversión de arte a ciencia, que se caracteriza por la definición de su objeto de estudio: los procesos de aprendizaje y enseñanza. Inicia con el estudio de la evolución del conocimiento matemático del alumno y continúa con la formación profesional docente.
Las situaciones  se utilizan como dispositivo para estudiar los conocimientos de los alumnos y consecuentemente, cómo mejorar los métodos de enseñanza.
Chevallard et al. (1997) señala que esta perspectiva no hace posible el análisis de la problemática referida a la enseñanza de la matemática y por tanto, no permite la comprensión y explicación de los hechos didácticos. No obstante, D´Amore (2005) señala que este enfoque tuvo sus beneficios aportando a la elaboración de situaciones de enseñanza, ambientes apropiados de enseñanza, materiales, juegos, etc., con el objetivo de lograr una “mejor” enseñanza. El razonamiento que sustenta este enfoque es: si mejoramos la enseñanza, mejoraremos el aprendizaje. Pero como la atención está situada en el quehacer del profesor, este punto de vista resulta insuficiente, pues al decir de D´Amore, no ofrece garantías en el plano del aprendizaje. 
La perspectiva anteriormente reseñada  - Didáctica Clásica - se ocupa de la enseñanza y el aprendizaje de la matemática como objetos paradidácticos (entre los que se encuentran, en particular, los objetos matemáticos), no problematiza el conocimiento a enseñar y por tanto no lo considera problemático en sí mismo.  
Para superar las limitaciones de la Didáctica Clásica, en relación con los objetos paracientíficos, este enfoque fue evolucionando en procura de construir una disciplina científica capaz de dar mejores explicaciones para los problemas que se generan cuando el saber sabio se introduce en las instituciones educativas y debe convertirse en saber a enseñar. La llamada Didáctica Fundamental, plantea que los fenómenos didácticos tienen un componente matemático esencial y que este constituye una vía de acceso al análisis didáctico. O sea que no pueden separarse los conceptos matemáticos de los didácticos en las discusiones que hacen a la construcción de la teoría didáctica, porque lo didáctico está presente en cualquiera de los aspectos del proceso de estudio de la matemática. La Didáctica de la Matemática se ve forzada a cuestionar el conocimiento matemático en sí, conceptos que usaba y provenían de otras disciplinas como los psicológicos o sociológicos, que pasan a ser objetos de estudio de la misma, de forma que se ve ampliado el campo de la problemática didáctica.
Su objeto de estudio es el proceso de estudio y la metodología consiste en el análisis didáctico a partir del propio conocimiento matemático.
A diferencia de la Didáctica Clásica, utiliza los conocimientos de los alumnos para estudiar las situaciones y estas son modelos de la actividad matemática.
La Didáctica de las Matemática, desarrollada por Guy Brousseau, propone el estudio de las condiciones en las cuales se constituyen los conocimientos; el control de estas condiciones permitirá reproducir y optimizar los procesos de adquisición escolar de conocimientos.
El objeto de estudio de la Didáctica de las Matemáticas es la situación didáctica, definida por Brousseau como:
Un conjunto de relaciones establecidas explícita y/o implícitamente entre un alumno o un grupo de alumnos, un cierto medio (que comprende eventualmente instrumentos u objetos) y un sistema educativo (representado por el profesor) con la finalidad de lograr que estos alumnos se apropien de un saber constituido o en vías de constitución.

## Corrientes de la Matemática
Entre las corrientes de investigación se destacan los aportes y producciones de:
Didáctica Fundamental
Desarrollada en Francia, con exponentes como Brousseau, Chevallard y Vergnaud. Considera al aula como centro de realización de la actividad de enseñar y aprender matemática. Así, el aula es incorporada por esta corriente como objeto de investigación.

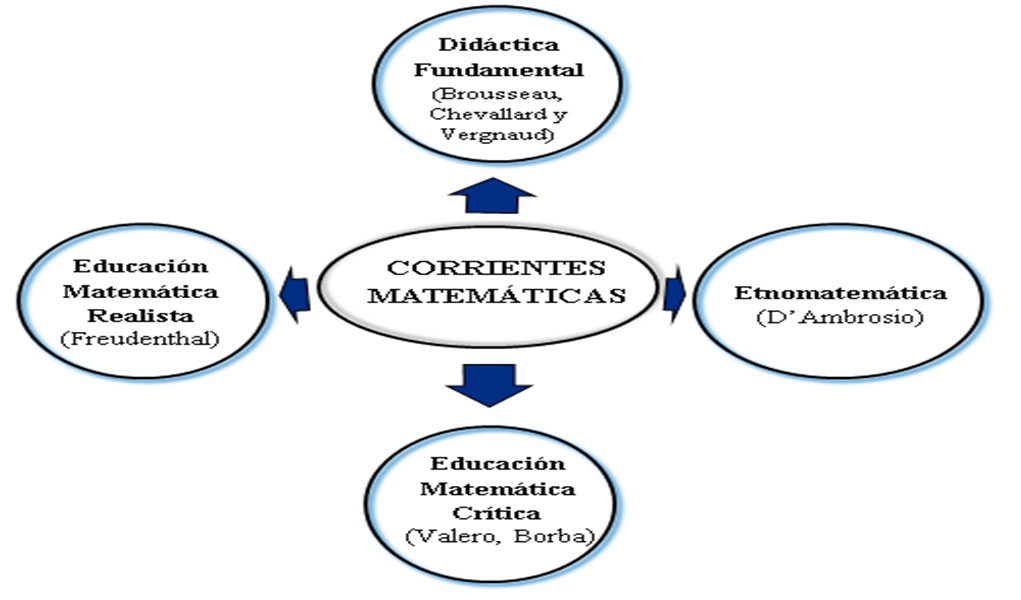
Corrientes Matemáticas

Se “una teoría fundamental de la comunicación de los conocimientos matemáticos” (Brousseau, 1998); “la ciencia del estudio de las matemáticas” (Chevallard, 1997).
Educación Matemática Realista
O corriente anglosajona, tiene como representante a Freudenthal. Las investigaciones están centradas en la actividad cognitiva del sujeto. Estudia el aprendizaje en condiciones altamente controladas, tipo laboratorio. Se piensa en términos de sujeto más que de alumno.
Etnomatemática
Iniciada en Brasil con D’Ambrosio, este estudio tiene como preocupación central que matemática enseñar si se piensa en la relación matemática-sociedad
Se caracteriza por realizar estudios sobre las matemáticas que se utilizan en instituciones no didácticas, es decir, en instituciones donde no es el saber lo que está en juego.
Sus investigaciones recuperan las prácticas matemáticas en contextos no escolares y las condiciones para tender puentes entre las matemáticas de fuera de la escuela con las escolares.
Educación Matemática Crítica
Preocupada en los aspectos políticos y sociales del aprendizaje de la matemática. Skovsmose, Borba (2004) “en proveer acceso a las ideas matemáticas independientemente del color de la piel, del género y clase”.  

## Actualidad
El Comité Latinoamericano de Matemática Educativa, es una asociación que promueve la Matemática Educativa en la región. Además edita la RELIME Revista Latinoamericana de Investigación en Matemática Educativa.
Sostiene Cantoral (1995): "El  nombre  de Matemática Educativa da a nuestra disciplina una ubicación geográfica  y conceptual: digamos  que  geo-social. En  el  mundo  anglosajón, el  nombre  que  le  han  dado  a  la práctica  social  asociada  es  el  de  mathematics  education, mientras  que  en  la  Europa continental  le han llamado  didactique des mathématiques o didaktik der mathematik por  citar  algunos  de  los  grupos  más  dinámicos." (Cantoral,R. 1995. p 204).

## Teoría de situaciones didácticas
Dentro de la cual podemos encontrar:
La noción de situación para Brousseau corresponde a un modelo de interacción de un sujeto con cierto medio que determina a un conocimiento dado como el recurso del que dispone el sujeto para alcanzar o conservar en este medio un estado favorable. Algunas de estas "situaciones" requieren de la adquisición anterior de todos los conocimientos y esquemas necesarios, pero hay otras que ofrecen una posibilidad al sujeto para construir por sí mismo un conocimiento nuevo en un proceso "genético".
Por situación didáctica se entiende una situación construida intencionalmente por el profesor, con el fin de hacer adquirir a los alumnos un saber determinado o en vías de construcción. La situación didáctica se planifica con base en actividades problematizadoras, cuya necesidad de ser resueltas o abordadas, implique la emergencia del conocimiento matemático que da sentido a la clase,  la que ocurre en el aula, en un escenario llamado triángulo didáctico, cuyos lados indican conjuntos de interacciones entre los tres protagonistas (Saber-Docente-Alumno); también encontramos el medio didáctico, que aparece como el conjunto de interacciones que se producen entre el saber, el alumno y el docente.
"Los dos tipos de interacciones básicos a los que nos hemos referido, sujeto/medio y alumno/docente, conforman en la Teoría de Situaciones un sistema, es decir que no pueden concebirse de manera independiente unas de las otras. Este sistema es la situación didáctica".

## Principios del proceso de aprendizaje de la matemática en el estudiante
Según José Antonio Fernández Bravo, son cuatro los pilares sobre los que se construye el proceso de aprendizaje de las matemáticas en el alumno:
- Emoción: se refiere al querer hacer. La primera fase para resolver un problema es querer resolverlo.
- Creatividad: hay que generar ideas. Hay que admitir todas las ideas por absurdas que parezcan, pero siempre con filtros guiados por el profesor, para hacerle consciente de sus errores. Para lo cual se requiere partir del nivel de comprensión (ideas y vocabulario) del alumnado.
- Razonamiento: es intrínseco a la persona y se ha de desarrollar más el proceso de aprendizaje.
- Cálculo: es la parte cualitativa del proceso, el resultado final.

Según Brousseau (1986) "El alumno aprende adaptándose a un medio que es factor de contradicciones, de dificultades, de desequilibrios, un poco como lo hace la sociedad humana. Este saber, fruto de la adaptación del alumno, se manifiesta por las respuestas nuevas que son las pruebas del aprendizaje ..." . 
Para Chevallard (1980) el objetivo real de la didáctica radica en la construcción de una teoría de los procesos que nos brinde un dominio práctico sobre los fenómenos de la clase (Chevallard, 1980; p. 152). En este sentido, Broitman (2010) sostiene que para que la actividad matemática promueva la adquisición de conocimientos por parte de los estudiantes, los educadores deben generar un trabajo de aula que promueva un clima favorable para la producción y el intercambio en torno a esa actividad.
Es por ello que la persona que enseña debe preocuparse por dominar su materia y escuchar al niño. El docente debería también, comprender el contexto de los estudiantes para que sea más relevante el aprendizaje al estar relacionado con su vida cotidiana. La Intervención docente debe estar dirigida a proponer situaciones que involucren un desafío para los alumnos, a trabajar en consecuencias con diferentes estrategias y respuestas, con las dificultades y errores.
Otro factor a tener en cuenta en el proceso de aprendizaje de la matemática es el movimiento, pues es su manera natural de comunicarse y de hacerse entender.
Patricia Sadovsky hace referencia actualmente a la didáctica matemática en el nivel secundario  y considera que se deben tener en cuenta 3 aspectos en relación con  los estudiantes: las miradas, los sentidos y los desafíos.